# ألان ر. فاغنر
ألان ر. فاغنر (بالإنجليزية: Allan R. Wagner)‏ هو عالم نفس أمريكي، ولد في 6 يناير 1934 في سبرينغفيلد في الولايات المتحدة، وتوفي في 28 سبتمبر 2018 في نورث هيفن في الولايات المتحدة.